# Язьвіни (Остшешовський повіт)
Язьвіни (пол. Jaźwiny) — село в Польщі, у гміні Крашевиці Остшешовського повіту Великопольського воєводства.
Населення — 223 особи (2011).
У 1975-1998 роках село належало до Каліського воєводства.

## Демографія
Демографічна структура станом на 31 березня 2011 року:
|          | Загалом | Допрацездатний вік | Працездатний вік | Постпрацездатний вік |
| -------- | ------- | ------------------ | ---------------- | -------------------- |
| Чоловіки | 111     | 24                 | 77               | 10                   |
| Жінки    | 112     | 22                 | 67               | 23                   |
| Разом    | 223     | 46                 | 144              | 33                   |